# Флемінг (мінісеріал)
«Флемінг» (англ. Fleming: The Man Who Would Be Bond — у перекладі — «Флемінг: людина, яка хотіла стати Бондом») — британсько-американський драматичний мінісеріал, що розповідає про військову кар'єру Яна Флемінга, майбутнього творця Джеймса Бонда. У головних ролях Домінік Купер і Лара Пулвер.

## Сюжет
Серіал розповідає про історію людини, яка створила найвідомішого шпигуна світової літератури — Джеймса Бонда — на основі досвіду свого життя і пригод. Лондон, 1939 рік. Плейбой Ян Флемінг живе в тіні владної матері і брата, розчарованих ним. Згадуючи про батька, Ян мріє стати кращим у всьому, незважаючи на те, що йому уготована нудна робота в конторі. Після початку Другої світової війни він несподівано отримує шанс продемонструвати свої здібності на службі в управлінні військово-морської розвідки.

## В ролях
| Актор             | Роль                 |
| ----------------- | -------------------- |
| Домінік Купер     | Ян Флемінг           |
| Лара Пулвер       | Енн О'Ніл            |
| Семюел Вест       | Джон Генрі Годфрі    |
| Анна Чанселлор    | другий офіцер Мондей |
| Руперт Еванс      | Пітер Флемінг        |
| Леслі Менвілл     | Евелін Флемінг       |
| Піп Торренс       | Есмонд Ротермер      |
| Аннабелль Волліс  | Мюріел Райт          |
| Камілла Рутерфорд | Лоелія Ліндсі        |

## Виробництво
Сценарій, написаний документалістом Джоном Браунлоу і співавтором Доном Макферсоном, був натхненний біографією Флемінга під авторством Джона Пірсона. Режисером виступив Мат Вайткросс, відомий роботою з фільмом «Дорога на Гуантанамо». Продюсерами виступили Дуглас Рей, Сара Кертіс Майкл Парк і Роберт Бернстайн. Виробництво здійснювалося компаніями «BBC America» і «Sky Atlantic». Зйомки стартували на початку 2013 року і закінчилися ближче до 2014 року. Рей пізніше зазначив, що актор Домінік Купер який зіграв Флемінга, може стати наступним претендентом на роль Джеймса Бонда.

## Прокат
Прем'єра серіалу відбулася в США на телеканалі «BBC America», де він демонструвався протягом чотирьох тижнів — 29 січня, 5, 12 і 19 лютого 2014 року. У Великій Британії серіал демонструвався на каналі «Sky Atlantic» з 12 лютого того ж року.

## Критика
Брайан Лоурі з «Variety» зазначив, що «Флемінг» працює тільки уривками, незважаючи на чаклунство бездоганних візуальних і чутливих періодів на кадрах зйомок тріо", порадивши замість цього серіалу «подивитися документальний фільм-або ще краще, почитати книгу». У зв'язку з цим, тім Гудман з «The Hollywood Reporter» сказав, що «деякі, безсумнівно, будуть боротися із зіставленням, ставши адвокатом прочитання однієї з книг або перегляду одного з фільмів, щоб забути про нудні передісторії», заявивши що серіал «страшенно цікавий», однак не варто порівнювати Флемінга з Бондом, бо «життя людини, незалежно від того, скільки вона несе натхнення, не може зрівнятися з вигаданою персоною», і «ви можете скаржитися, що серіал не може виглядати під попкорн як у кіно, яке створено за книгами Флемінга, але ця чудово зроблена і творчо вистрілює драма може стати цікавим аксесуаром до довгострокової лінії про Бонда».
У той же час, Ніл Генцлінгер з «New York Times» помітив, що «міні-серіал несе в собі відмову („деякі імена, місця та інциденти є вигаданими і були змінені для драматичного ефекту“), так що точність портрета неможливо оцінити», і в сюжеті "привид характеру Бонда всюди дражнить шанувальників книг і фільмів: « бачите паралелі?», завдяки чому цей серіал «представлятиме інтерес для шанувальників Флемінга і його літературної творчості Джеймса Бонда». Філіпа Джоделка з "The Guardian"сказала, що серіал «знято красиво, як Бонд», а також «виглядає і відчувається розкішним», але незрозуміло чим він є: то вишуканим позолоченим подарунком або спогадом про минуле.